# Discographie de Maurice Chevalier
Voici la discographie de Maurice Chevalier. Au cours de sa carrière, il aura enregistré plus de 500 chansons différentes et réenregistré plusieurs fois ses grands succès. L'exemple le plus probant étant la chanson Valentine, qu'il a enregistrée à neuf reprises en studio, de 1925 à la fin de sa carrière en 1968. Il est également l'auteur/co-auteur d'une centaine de textes, écrits entre 1941 et 1966.

## Enregistrements originaux

### 78 tours
| Année | Pays                   | Titre | Label              | Référence |
| ----- | ---------------------- | --- | ------------------ | --------- |
| 1919  | Drapeau du Royaume-Uni | On the Level You're a Little Devil (But I'll Soon Make an Angel of You)/Till Clouds Roll by (interprétée par The Savoy Quartet) | His Master's Voice | B1024     |
| 1920  | Drapeau de la France   | À la gare/La poupée animée | Pathé              | 4397      |
| 1920  | Drapeau de la France   | Chanson pour moi/Pruneaux-figues                                                                                                | Pathé              | 4399      |
| 1920  | Drapeau de la France   | Dis-moi/Et tout c'qu'il faut | Pathé              | 4375      |
| 1920  | Drapeau de la France   | English Soldier/Je ne vous dis que ça                                                                                           | Pathé              | 4472      |
| 1920  | Drapeau de la France   | J'ai du cinéma/L’œil assassin                                                                                                   | Pathé              | 4471      |
| 1920  | Drapeau de la France   | J'n'ose pas/Si les femmes étaient toutes fidèles                                                                                | Pathé              | 4372      |
| 1920  | Drapeau de la France   | Jamais en colère/Fantaisie sur les petits païens                                                                                | Pathé              | 4400      |
| 1920  | Drapeau de la France   | L'un dans l'autre/Pas pour moi                                                                                                  | Pathé              | 4376      |
| 1920  | Drapeau de la France   | La dame du cinéma/Ah! la danse                                                                                                  | Pathé              | 4398      |
| 1920  | Drapeau de la France   | La femme et l'amour/Les jazz bands                                                                                              | Pathé              | 4377      |
| 1920  | Drapeau de la France   | Les p'tites femmes de rien du tout/Elle ne sait pas                                                                             | Pathé              | 4373      |
| 1920  | Drapeau de la France   | Oh ! Maurice !/C'était une fille                                                                                                | Pathé              | 4374      |
| 1920  | Drapeau de la France   | Pourvu que je vive encore/Tout en dansant le fox-trot                                                                           | Pathé              | 4389      |
| 1921  | Drapeau de la France   | C'est ma bonne/Tous bolchévistes                                                                                                | Pathé              | 4496      |
| 1921  | Drapeau de la France   | Je m'donne/Dans la vie faut pas s'en faire                                                                                      | Pathé              | 2030/2031 |
| 1921  | Drapeau de la France   | Pour bien réussir dans la chaussure/J'ose pas                                                                                   | Pathé              | 2030      |
| 1921  | Drapeau de la France   | Faut jamais dire ça aux femmes/Yacka Hula Hickey Dula                                                                           | Pathé              | 4497      |
| 1921  | Drapeau de la France   | Mes demoiselles/Avec le sourire                                                                                                 | Pathé              | 4495      |
| 1921  | Drapeau de la France   | Quand il y a une femme dans un coin/Je ne peux pas vivre sans amour                                                             | Pathé              | 4051      |
| 1923  | Drapeau de la France   | C'est Paris/Ose Anna | Pathé              | 2057      |
| 1923  | Drapeau de la France   | Couplets de "Là-haut"/Si vous n'aimez pas ça                                                                                    | Pathé              | 2058      |
| 1923  | Drapeau de la France   | Duo des inséparables (en duo avec Dranem)/Parce que (chantée par Mary Malbos)                                                   | Pathé              | 2059      |
| 1924  | Drapeau de la France   | Bouboule et moi (en duo avec Georges Milton)/Que les femmes sont vexantes                                                       | Pathé              | 4150      |
| 1924  | Drapeau de la France   | Ça vient ou ça ne vient pas/Dit's-moi m'sieur Chevalier (en duo avec Yvonne Vallée)                                             | Pathé              | 4163      |
| 1924  | Drapeau de la France   | Elle aime/J'ai quarant'de fièvre pour cette femm'là                                                                             | Pathé              | 4161      |
| 1924  | Drapeau de la France   | Je glisse/La marche des bananes                                                                                                 | Pathé              | 4151      |
| 1924  | Drapeau de la France   | Les ananas/C'est pas grand-chose                                                                                                | Pathé              | 4149      |
| 1924  | Drapeau de la France   | Rugby-marche/Ce n'est pas la même chose                                                                                         | Pathé              | 4152      |
| 1924  | Drapeau de la France   | Si fatigué/Je veux que tout le monde voie mon bonheur                                                                           | Pathé              | 4181      |
| 1924  | Drapeau de la France   | Si le public/Quand j'entends c't'air des Dolly Sisters                                                                          | Pathé              | 4162      |
| 1924  | Drapeau de la France   | Si vous saviez comme je fais ça/Ah ! Madame! Humpa! Humpa! Humpa!                                                               | Pathé              | 4182      |
| 1925  | Drapeau de la France   | C'est merveilleux/Valentine | Pathé              | 4239      |
| 1925  | Drapeau de la France   | C'était moi/J'vous f'rai voir (en duo avec Yvonne Vallée)                                                                       | Pathé              | 4240      |
| 1925  | Drapeau de la France   | On faisait des mots croisés/Si fatigué                                                                                          | Pathé              | 4241      |
| 1926  | Drapeau de la France   | Savez-vous planter les choux ? (en duo avec Yvonne Vallée)/Balance-la                                                           | Pathé              | 4266      |
| 1926  | Drapeau de la France   | Réveillez-vous/Chacun son truc                                                                                                  | Pathé              | 4284      |
| 1926  | Drapeau de la France   | Si vous êtes.../Quand je suis chez toi                                                                                          | Pathé              | 4330      |
| 1926  | Drapeau de la France   | Montrez-le-moi/Mais où est ma zouzou ?                                                                                          | Pathé              | 4285      |
| 1926  | Drapeau de la France   | Un bon mouvement/Mon cœur (en duo avec Yvonne Vallée)                                                                           | Pathé              | 4329      |
| 1926  | Drapeau de la France   | Pour vous mesdames/Je ne dis pas non                                                                                            | Pathé              | 4328      |
| 1926  | Drapeau de la France   | Si vous êtes (en duo avec Yvonne Vallée)/Quand je suis chez toi (en duo avec Yvonne Vallée)                                     | Pathé              | 4330      |
| 1926  | Drapeau de la France   | La leçon de charleston/Montrez-le moi                                                                                           | Columbia           | 12019     |
| 1926  | Drapeau de la France   | Si vous êtes.../Je l'sens | Columbia           | 12018     |
| 1926  | Drapeau de la France   | Je ne dis pas non | Columbia           | 12021     |
| 1926  | Drapeau de la France   | Moi j'fais mes coups en d'sous (en duo avec Yvonne Vallée)/Marguerite                                                           | Columbia           | 12023     |
| 1927  | Drapeau de la France   | Oui, mais.../On n'm'a jamais parlé comme ça                                                                                     | Pathé              | 3552      |
| 1927  | Drapeau de la France   | Ma régulière/Sans avoir l'air d'y toucher                                                                                       | Pathé              | 3553      |
| 1927  | Drapeau de la France   | Ménagez-la/Moi-z-et elle | Pathé              | 3554      |
| 1927  | Drapeau de la France   | Quand on revient/On est plus léger                                                                                              | Pathé              | 3555      |
| 1927  | Drapeau de la France   | Dites-moi ma mère/Quand on est tout seul                                                                                        | Pathé              | 3556      |
| 1927  | Drapeau de la France   | Mary-Lou/Cœur d'artichaut | Pathé              | 3557      |
| 1927  | Drapeau de la France   | Marguerite | Pathé              | 4343      |
| 1927  | Drapeau de la France   | On est plus léger | Columbia           | D 2025    |
| 1928  | Drapeau de la France   | Gonna Get a Girl/Oui papa | Pathé              | 3614      |
| 1928  | Drapeau de la France   | Mon p'tit Tom/Ça m'est égal | Columbia           | 2030      |
| 1928  | Drapeau de la France   | Si j'étais demoiselle/S'wonderful                                                                                               | Columbia           | 2031      |
| 1929  | Drapeau des États-Unis | It's a Habit of Mine/On Top of the World, Alone                                                                                 | Victor             | 22007     |
| 1929  | Drapeau des États-Unis | Louise/Wait 'Til You See 'ma chérie'                                                                                            | Victor             | 21918     |
| 1929  | Drapeau des États-Unis | Les ananas/Valentine | Victor             | 22093     |
| 1929  | Drapeau des États-Unis | My Love Parade/Nobody's Using it Now                                                                                            | Victor             | 22285     |
| 1929  | Drapeau des États-Unis | Paris, Stay the Same/You've Got That Thing                                                                                      | Victor             | 22294     |
| 1929  | Drapeau de la France   | Personne ne s'en sert maintenant                                                                                                | Gramophone         | K-5898    |
| 1929  | Drapeau de la France   | Ma régulière | Columbia           | D 2023    |
| 1930  | Drapeau des États-Unis | All I Want Is Just One/Sweepin' the Clouds Away                                                                                 | Victor             | 22378     |
| 1930  | Drapeau des États-Unis | Livin' in the Sunlight, Lovin' in the Moonlight/You Brought a New Kind of Love to Me                                            | Victor             | 22405     |
| 1930  | Drapeau des États-Unis | It's a Great Life/My Ideal | Victor             | 22542     |
| 1930  | Drapeau de la France   | Dans la vie quand on tient le coup/Mon idéal                                                                                    | Victor             | 22549     |
| 1930  | Drapeau de la France   | Mon cocktail d'amour/Personne ne s'en sert maintenant                                                                           | Victor             | 22368     |
| 1930  | Drapeau de la France   | Personne ne s'en sert maintenant                                                                                                | Gramophone         | K-5898    |
| 1930  | Drapeau de la France   | Paris, je t'aime d'amour/Vous êtes mon nouveau bonheur                                                                          | Victor             | 22415     |
| 1930  | Drapeau de la France   | Paris je t'aime d'amour | Gramophone         | K-5942    |
| 1930  | Drapeau de la France   | Mais non ... mais non, Madame                                                                                                   | Gramophone         | K-6053    |
| 1931  | Drapeau des États-Unis | Hello! Beautiful!/Walkin' My Baby Back Home                                                                                     | Victor             | 22634     |
| 1931  | Drapeau des États-Unis | Right Now!/(There Ought to Be a) Moonlight Saving Time                                                                          | Victor             | 22723     |
| 1931  | Drapeau des États-Unis | Bonsoir/Mama Inez | Victor             | 22731     |
| 1931  | Drapeau des États-Unis | Little Hunka Love/Nobody Loves No Baby (Like My Baby Loves Me)                                                                  | Victor             | ?         |
| 1931  | Drapeau du Royaume-Uni | Maurice Chevalier Medley | His Master's Voice | B 3686    |
| 1931  | Drapeau de la France   | Bonsoir/Maman Inez | Victor             | 22747     |
| 1932  | Drapeau des États-Unis | Mimi/The Poor Apache | Victor             | 24063     |
| 1932  | Drapeau des États-Unis | Oh! That Mitzi/What Would You Do                                                                                                | Victor             | 22941     |
| 1932  | Drapeau de la France   | Je suis un méchant/Mimi | Victor             | 24066     |
| 1932  | Drapeau de la France   | Oh ! Cette Mitzi !/Qu'auriez-vous fait ?                                                                                        | Victor             | 22941     |
| 1932  | Drapeau de la France   | Qu'auriez vous fait ? | Gramophone         | K-6574    |
| 1934  | Drapeau de la France   | Si je lui dis non | Gramophone         | K-7369    |
| 1936  | Drapeau de la France   | Ma pomme | Gramophone         | K-7767    |
| 1937  | Drapeau de la France   | Y'a d'la joie | Gramophone         | K-7844    |
| 1939  | Drapeau de la France   | Ça fait d'excellents Français                                                                                                   | Gramophone         | K-8397    |
| 1942  | Drapeau de la France   | À Barcelone | Gramophone         | K-8578    |
| 1946  | Drapeau de la France   | Quai de Bercy | Gramophone         | K-8712    |
| 1948  | Drapeau de la France   | Folies-Bergère | Decca              | SB 20313  |
| 1948  | Drapeau de la France   | Une pipe sur le piano | Decca              | SB 20312  |
| 1949  | Drapeau de la France   | Le tueur affamé | Decca              | MB 20315  |
| 1950  | Drapeau de la France   | Les parigots | Decca              | MB 20998  |
| 1951  | Drapeau de la France   | A la française | Polydor            | 560.301   |
| 1954  | Drapeau de la France   | Ça n'vaut pas l'amour | Decca              | MB 20999  |
| ?     | Drapeau des États-Unis | A la française | Brunswick          | 82482     |
| ?     | Drapeau de la France   | J'ai peur de coucher tout seul                                                                                                  | Gramophone         | K-6052    |
| ?     | Drapeau de la France   | Ça fait tout de même plaisir | Gramophone         | K-6054    |
| ?     | Drapeau de la Suisse   | Prosper | H.M.V Suisse       | JK 2100   |
| ?     | Drapeau de la France   | Il y avait un plombier dans sa vie                                                                                              | Gramophone         | K-6716    |

### 45 tours
| Année | Pays                   | Titre                                                  | Label                     | Référence   |
| ----- | ---------------------- | ------------------------------------------------------ | ------------------------- | ----------- |
| ?     | Drapeau de l'Espagne   | Ma pomme                                               | La voz de su amo/EMI      | EPL14420    |
| ?     | Drapeau de l'Espagne   | Valentine                                              | Hispavox/MGM              | HT057-16    |
| ?     | Drapeau de la France   | Quand un vicomte                                       | La voix de son maître     | 7 ECF 1002  |
| 1953  | Drapeau de la France   | Dédé                                                   | Decca                     | EFM 455 507 |
| 1953  | Drapeau de la France   | Là-haut                                                | Decca                     | EFM 455 506 |
| ?     | Drapeau de la France   | Les dernières chansons de Paris                        | RCA Victor                | 45.178      |
| 1954  | Drapeau de l'Espagne   | Rendez-vous à Paris                                    | Decca/Columbia            | EDGE70676   |
| 1954  | Drapeau de la France   | Viens dans mon hélicoptère                             | Decca                     | 455.533     |
| 1955  | Drapeau de la France   | Demain, je dors jusqu'à midi                           | Decca                     | 450.554     |
| 1957  | Drapeau de la France   | Pan, pan, pan, poireaux, pomm'de terre                 | Philips                   | 372.404     |
| 1958  | Drapeau de la France   | Les amoureux de 60 ans                                 | La voix de son maître     | 7 EGF 349   |
| 1959  | Drapeau de la France   | La Marche de Ménilmontant                              | Decca                     | 450.948     |
| 1961  | Drapeau de la France   | Ah ! Donnez-m'en de la chanson                         | RCA Victor                | 76.498      |
| 1962  | Drapeau de la France   | Ah, si vous saviez                                     | Gala des variétés         | G 320       |
| 1962  | Drapeau de la France   | Contre l'amour, y'a rien à faire                       | Barclay                   | 60 330      |
| 1962  | Drapeau de la France   | Le Twist du canotier (duo avec Les Chaussettes noires) | Barclay                   | 70 454      |
| 1963  | Drapeau de la France   | À soixante-quinze berges                               | Barclay                   | 70 499      |
| 1964  | Drapeau de la Belgique | L'italiano (duo avec Gigliola Cinquetti)               | Festival                  | DN 582      |
| 1964  | Drapeau de la France   | L'italiano (duo avec Gigliola Cinquetti)               | Festival                  | FX 1400 M   |
| 1965  | Drapeau de la France   | Ma Pomme                                               | Philips/Série Pergola     | 450 098 PAE |
| 1965  | Drapeau de la France   | Moi, je m'balade                                       | Decca                     | 460.937     |
| 1966  | Drapeau de la France   | Le sous-marin vert                                     | La voix de son maître/EMI | 7EGF940     |
| 1966  | Drapeau de la France   | Souvenir de Maurice Chevalier et de la Tour Eiffel     | RCA Victor                | 49.002 S    |
| ?     | Drapeau de la Belgique | Manneken Pis                                           | Decca                     | 23.945      |
| 1967  | Drapeau de la Belgique | Maurice Chevalier chante Montréal et la Seine          | RCA Victor                | 49005       |
| 1967  | Drapeau de la France   | Merci M'sieur Chevalier                                | Véga                      | LDP 5844    |
| 1967  | Drapeau de la France   | Prosper                                                | Véga                      | LDP 5843    |
| 1967  | Drapeau de la France   | Une canne et une casquette                             | Vargal                    | V-610       |
| 1968  | Drapeau de la France   | Si c'est ça la musique à papa                          | CBS                       | 3614        |
| 1969  | Drapeau de la France   | 68 ans d'amour                                         | Disc'AZ                   | SG 134      |

### Albums

#### 78 tours
| Année | Pays                   | Titre                     | Label      | Référence |
| ----- | ---------------------- | ------------------------- | ---------- | --------- |
| 1947  | Drapeau des États-Unis | Maurice Chevalier Returns | RCA Victor | S-51      |

#### 33 tours 25 cm
| Année | Pays                 | Titre                                          | Label   | Référence |
| ----- | -------------------- | ---------------------------------------------- | ------- | --------- |
| 1952  | Drapeau de la France | Maurice Chevalier chante ses derniers succès   | Polydor | 530 004   |
| 1954  | Drapeau de la France | Rendez-vous à Paris avec Maurice Chevalier N°1 | Decca   | 133 596   |
| 1954  | Drapeau de la France | Rendez-vous à Paris avec Maurice Chevalier N°2 | Decca   | 133 597   |
| 1954  | Drapeau de la France | Rendez-vous à Paris avec Maurice Chevalier N°3 | Decca   | 133 598   |

#### 33 tours 30 cm
| Année | Pays                 | Titre                                                 | Label                 | Référence   |
| ----- | -------------------- | ----------------------------------------------------- | --------------------- | ----------- |
| 1954  | Drapeau de la France | Poèmes de Jehan Rictus dits par Maurice Chevalier     | Decca                 | 133 577     |
| 1962  | Drapeau de la France | Surboum "Christiné"                                   | RCA Victor            | 530 007     |
| 1962  | Drapeau de la France | Maurice Chevalier                                     | Barclay               | 80176       |
| 1965  | Drapeau de la France | 60 ans de chansons                                    | Decca                 | 99.060/62   |
| 1966  | Drapeau de la France | Chevalier chante Paris                                | RCA Victor            | 540 036     |
| 1967  | Drapeau de la France | Le tour de France des rondes enfantines               | Disneyland Records    | ST 3940     |
| 1967  | Drapeau de la France | À 80 berges                                           | CBS                   | S 63196     |
| 1968  | Drapeau de la France | Maurice Chevalier raconte et chante ses 4 fois 20 ans | La voix de son maître | SHTX 340732 |

| Année | Pays                   | Titre                              | Label | Référence |
| ----- | ---------------------- | ---------------------------------- | ----- | --------- |
| 1958  | Drapeau des États-Unis | Yesterday                          | MGM   | E 3703 P  |
| 1959  | Drapeau des États-Unis | Today                              | MGM   | E 3703 P  |
| 1959  | Drapeau des États-Unis | Maurice Chevalier Sings Broadway   | MGM   | E 3738 P  |
| 1959  | Drapeau des États-Unis | A Tribute to Al Jolson             | MGM   | M-595     |
| 1960  | Drapeau des États-Unis | Life Is Just a Bowl of Cherries    | MGM   | 5E3801    |
| 1960  | Drapeau des États-Unis | Thank Heaven for Girls Girls Girls | MGM   | E 3835    |
| 1962  | Drapeau des États-Unis | Lerner & Loewe & Chevalier         | MGM   | E 4015P   |

#### Enregistrements publics
| Année | Pays                 | Titre                                                               | Label               | Référence |
| ----- | -------------------- | ------------------------------------------------------------------- | ------------------- | --------- |
| 1957  | Drapeau de la France | À l'Alhambra avec Michel Legrand et son grand orchestre             | Philips             | L 77450 L |
| 1969  | Drapeau de la France | Enregistrement public. Théâtre des Champs-Élysées, 1er octobre 1968 | CBS                 | S 63447   |
| 2005  | Drapeau de la France | Dernier concert                                                     | Frémeaux & Associés | FA 5113   |

#### Autres
| Année | Pays                   | Titre                                                        | Label              | Référence |
| ----- | ---------------------- | ------------------------------------------------------------ | ------------------ | --------- |
| 1962  | Drapeau de la France   | Les enfants du capitaine Grant raconté par Maurice Chevalier | Le petit ménestrel | PM 71     |
| 1972  | Drapeau de la France   | Maurice Chevalier raconte et chante Gavroche                 | SERP               | HF 33     |
| 1972  | Drapeau des États-Unis | Maurice Chevalier - A Xerox Recorded Portrait                | Xerox              | XRP-1003  |

## Compilations
| Année | Pays                   | Titre                            | Label               | Référence |
| ----- | ---------------------- | -------------------------------- | ------------------- | --------- |
| 1994  | Drapeau de la France   | Les années Frou-Frou             | Music Memoria       | 1         |
| 1997  | Drapeau de la France   | Le meilleur de Maurice Chevalier | EMI                 | 2         |
| 1999  | Drapeau de la France   | Succès et raretés                | Mel. Gp             | 1         |
| 1999  | Drapeau de la France   | Volume 1 : 1919 - 1930           | Frémeaux & Associés | FA 162    |
| 2000  | Drapeau de la France   | Dédé (opérette)                  | Musidisc            | 2         |
| 2002  | Drapeau de la France   | Volume 2 : 1930 - 1949           | Frémeaux & Associés | FA 163    |
| 2003  | Drapeau de la France   | Paris je t'aime d'amour          | Black Box           | 1         |
| 2007  | Drapeau des États-Unis |                                  | EPM                 | 1         |
| 2011  | Drapeau de la France   | Fleur de Paris                   | EMI                 | 1         |

## Musiques de film
| Année | Pays                   | Titre           | Label                  | Référence |
| ----- | ---------------------- | --------------- | ---------------------- | --------- |
| ?     | Drapeau de l'Allemagne | Jessica         | United Artists Records | 68112     |
| ?     | Drapeau de l'Espagne   | Can-Can         | Capitol                | EAP5-1301 |
| ?     | Drapeau de l'Espagne   | Can-Can         | Hispavox/MGM           | HT057-46  |
| ?     | Drapeau des États-Unis | Just in Time    | MGM                    | K12920    |
| ?     | Drapeau de l'Allemagne | Gigi            | MGM/Electrola          | M41050    |
| 1958  | Drapeau du Royaume-Uni | Gigi            | United Artists Records | MGM-EP737 |
| 1959  | Drapeau de la France   | Gigi            | Philips                | MC5       |
| 1970  | Drapeau des États-Unis | The Aristocats  | Vista                  | VS618F    |
| 1970  | Drapeau de la France   | Les Aristochats | Buena Vista Records    | VS 620 S  |